# Pedro Chaves (automobilista)
Pedro António Matos Chaves, mais conhecido como Pedro Chaves (Porto, 27 de fevereiro de 1965) é um ex-automobilista português. Ele atuou na Temporada de Fórmula 1 de 1991 pela equipe Coloni, não se classificando para nenhuma das 13 provas, o que o faz ao lado do italiano Claudio Langes, o pior piloto em desempenho da história da Fórmula 1. Langes quando corria pela EuroBrun em 1990, não se classificou em nenhuma das 14 provas.

## Carreira
Chaves venceu o Campeonato Português de Fórmula Ford em 1985 e também em 1987, desta vez na Fórmula Ford Britânica. Em 1990, ele ganhou o campeonato britânico de Fórmula 3000 com a equipe Madgwick Motorsport, e participou em algumas corridas da F-3000 internacional. 
Em 1991, ele teve uma desastrosa temporada na Fórmula 1, pois não conseguiu se classificar para 13 GP's (foi o segundo piloto com mais não-classificações, atrás do italiano Claudio Langes, que não se classificou em 14 oportunidades), pela frágil equipe Coloni. Após não passar novamente da pré-classificação, desta vez para o GP de Portugal, Chaves abandona a equipe e a F-1, sendo substituído pelo japonês Naoki Hattori. 
Em 1992, Chaves regressou à F-3000, primeiro na GJ Racing e em seguida para a melhor equipe da categoria, a Il Barone Rampante, desta vez não conquista nenhum resultado relevante. Em seguida, passou três anos na Indy Lights Series, onde ganha uma corrida, em Vancouver, pela equipe Brian Stewart Racing. 
Depois de sair da Indy Lights, Chaves ganhou duas vezes o Campeonato Português de ralis, tendo como co-piloto Sérgio Paiva, em um Toyota Corolla WRC e do Campeonato Espanhol GT, em um Saleen S7, com Miguel Ramos. Ele também correu nas 24 Horas de Le Mans e no Campeonato GT da FIA. 
Em 2005 e 2006, após alguns anos parado, retomou a carreira, desta vez para disputar o Campeonato Português de Rally, conduzindo um Renault Clio. 
Depois de ter se aposentado, trabalhou na A1 Team Portugal. Atualmente, ele está observando a carreira de seu filho, David.